# Nikolás Caballero
Gael Nikolás Caballero Landagaray, más conocido como Nikolás Caballero (7 de junio de 2002) es un actor mexicano, se dio a conocer en Por ella soy Eva (2012), donde interpretaba el papel de Eduardo “Lalito” Moreno y en Señora Acero (2017) como Nicolás Araujo Cárdenas. Es conocido por interpretar a Diego Ortega, en la serie Mi marido tiene más familia y en la serie spin-off Juntos el corazón nunca se equivoca.

## Carrera

### 2007 - 2019
Su primera aparición fue en 2007 cuando apareció en un programa llamado Amor sin maquillaje, también en 2010 en la telenovela Soy tu dueña, debutó en el 2012 en Por ella soy Eva protagonizado por Lucero y Jaime Camil, donde interpretaba el papel de Eduardo Moreno el hijo de Helena Moreno Romero ha participado en capítulos de programas como La rosa de Guadalupe y Como dice el dicho, algunas de sus filmografías son en 2016, donde da vida a la versión joven del personaje Alonso Ferrer Castellanos en Corazón que miente, en 2017 interpretó el papel de Nicolás Araujo Cárdenas el hijo de Indira Cárdenas en la cuarta temporada de Señora Acero junto con Gaby Espino.
En 2018, apareció como personaje recurrente en Mi marido tiene más familia en el papel de Diego Ortega Elizalde, el mejor amigo de Cuauhtémoc "Temo" López (interpretado por Joaquín Bondoni), y rival de Aristóteles "Aris" Córcega Castañeda, debido a que ambos sentía un gran interés hacia Temo.
Y para 2019, Nikolás se une al elenco del spin-off Juntos el corazón nunca se equivoca con el mismo personaje ya existente de Diego Ortega y en el que también se encuentran Joaquín Bondoni y Emilio Osorio (interpretando nuevamente a Cuauhtémoc "Temo" López y Aristóteles "Aris" Córcega Castañeda), y Ale Müller, quien interpreta a Carlota Cervantes, una chica que atraviesa la separación de sus padres y compañera de habitación de Diego, Aristóteles y Cuauhtémoc. En esta serie también están el actor Eduardo Barquín, quien interpreta a Mateo Symanski, el actor, músico y cantante cubano Sian Chiong, en el papel de Thiago, un cantante e influencer popular en la Ciudad de México, Gabriela Platas y Arath de la Torre volviendo como Amapola "Polita" Castañeda (madre de Aristóteles) y Francisco "Pancho" López (padre de Cuauhtémoc), y por último, se encuentra Sergio Sendel y Laura Flores, donde estos últimos interpretan a Ubaldo Ortega y Soledad, los padres de Diego.

### 2020 - presente
El 15 de marzo de 2020, Caballero estrena su primer sencillo como solista, llamado "Caleidoscopio", escrita por él mismo. También lanza vídeo donde es producida por Innovadreams Films y dirigida por Martín Itvan.
Y a través de sus estados de Instagram, Nikolás reveló un pequeño avance de su próxima canción, que llevará como título "Niña". Por el momento, no se reveló más detalles de su próximo tema.

## Discografía

### Sencillos
2020:
- "Caleidoscopio

## Filmografía
| Año           | Título                              | Personaje                                | Notas                             |
| ------------- | ----------------------------------- | ---------------------------------------- | --------------------------------- |
| 2007          | Amor sin maquillaje                 | Mario                                    | Episodio 1                        |
| 2007          | Mujeres asesinas                    | Gabriel                                  | Episodio: María, fanática         |
| 2010          | Soy tu dueña                        | Santiago 'Santiaguito' Peñalvert Castaño |                                   |
| 2011-presente | La rosa de Guadalupe                | Varios personajes                        | Varios episodios                  |
| 2012          | Por ella soy Eva                    | Eduardo “Lalito” Moreno                  | Protagonista infantil             |
| 2013          | Pasión prohibida                    | Santiago Piamonte                        |                                   |
| 2013          | Qué pobres tan ricos                | Paco                                     |                                   |
| 2016          | Por siempre Joan Sebastian          | José Manuel Figueroa (Niño)              | 3 Episodios                       |
| 2016          | Corazón que miente                  | Alonso Ferrer Castellanos (Niño)         |                                   |
| 2017          | Paquita la del Barrio               | Camilo (Joven)                           | 11 Episodios                      |
| 2017          | Señora Acero                        | Nicolás Araujo Cárdenas                  | Temporada 4                       |
| 2018          | Mi marido tiene familia             | Diego Ortega Elizalde                    | Personaje recurrente              |
| 2019          | el juego de las llaves              | Claudio                                  | 2 episodios                       |
| 2019          | Juntos el corazón nunca se equivoca | Diego Ortega Elizalde                    | Elenco Principal                  |
| 2022          | Un día para vivir                   | Beto                                     | Episodio: El engaño               |
| 2023          | ¿Es Neta Eva?                       | Gelacio                                  | Episodio: Un novio para Alejandra |

## Teatro
| Teatro | Teatro              | Teatro       |
| Año    | Título              | Personaje    |
| ------ | ------------------- | ------------ |
| 2019   | Aristemo el musical | Diego Ortega |